# 配給 (物資)

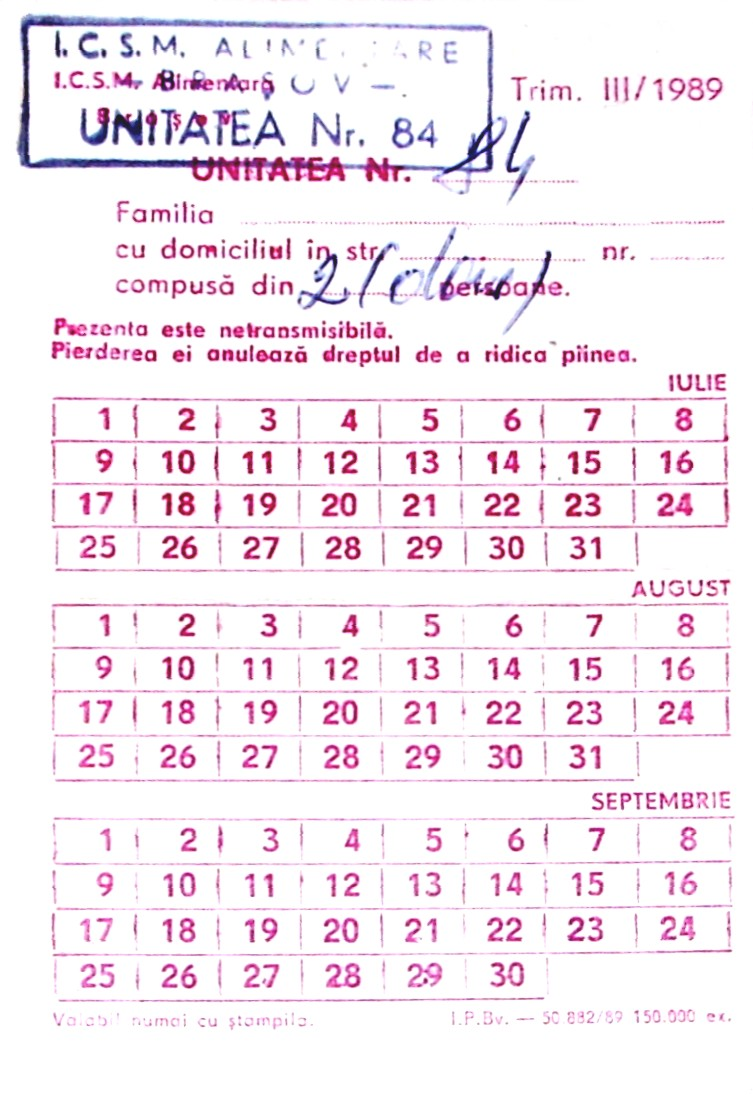
1989年、ルーマニアのパン配給スタンプ

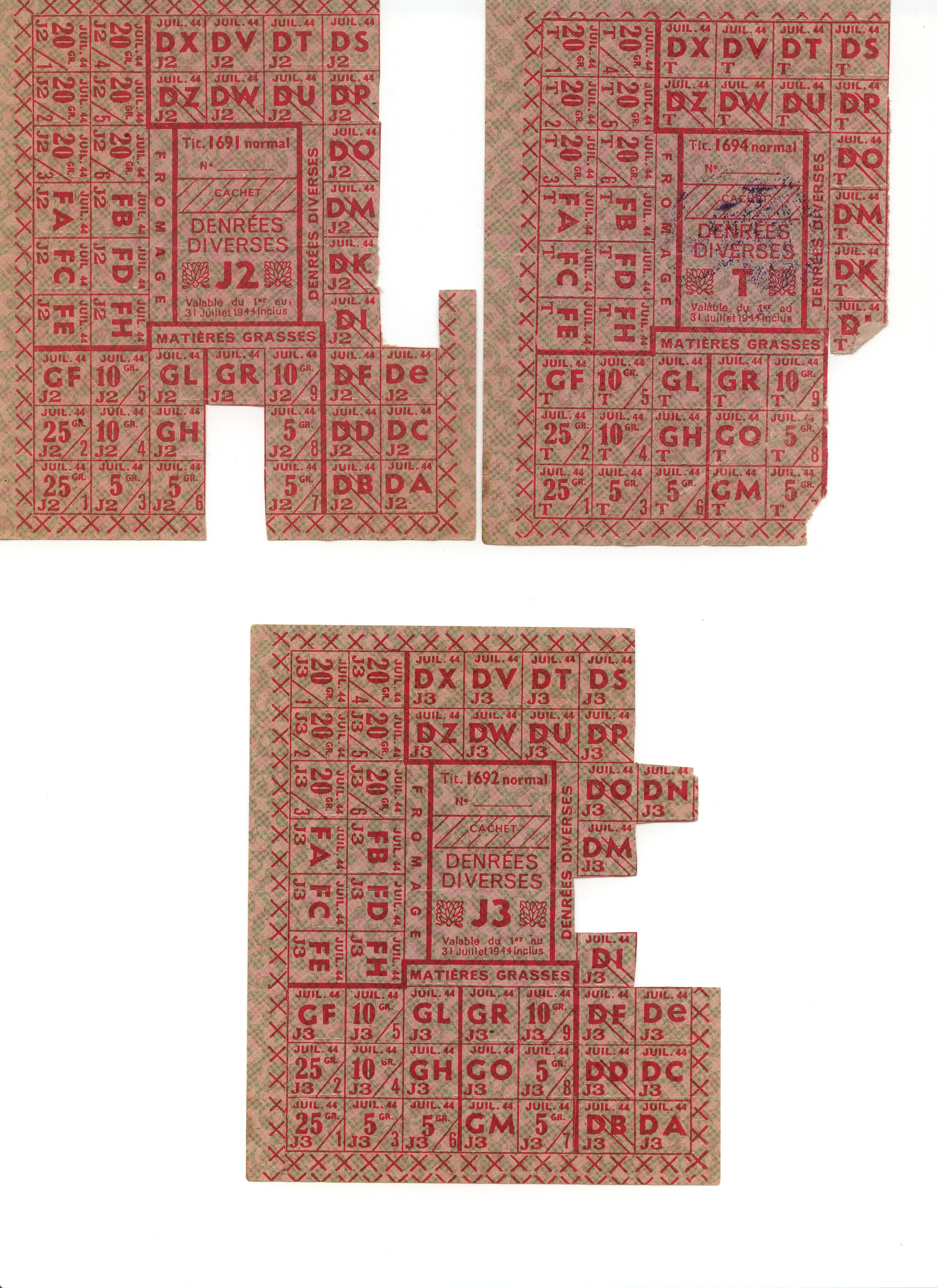
1944年、フランスの配給切手

配給（はいきゅう、英語: Rationing）とは、国家等の公権力が特定の政策目的のために特定の物資の配分について、その流通や配分方法を規制する構造や制度をいう。

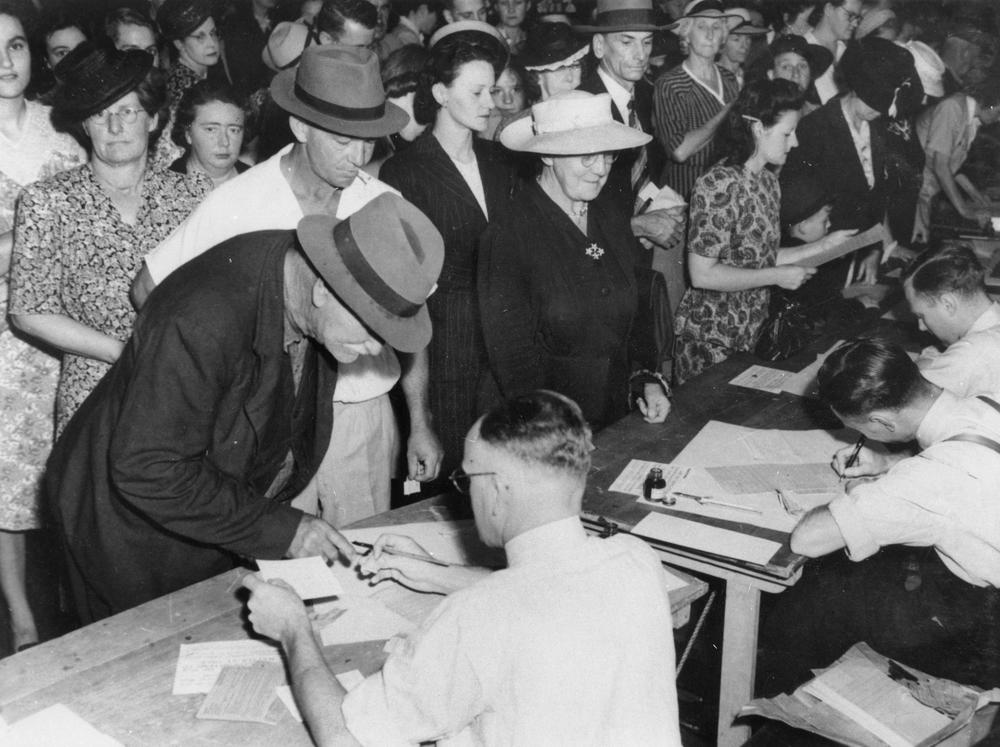
配給カードを求める群衆の列（オーストラリア、1947年）

## 概要
配給には主に福祉目的などのために特定物品の普及を促進する無償配給と、戦争や自然災害などにより物資の供給量が一時的に需要を満たさなくなるときに、生活必需品等を一定の所得階層に集中させることなく全体にいきわたらせることを目的として行われる有償配給がある。
配給に切符制を導入する場合、各人の消費の総量を一定の基準（金額または数量）で規制した上で、国民にその範囲内で商品の購入の選択を委ねる制度を総合切符制という。ただし、総合切符制には個別物資の需要量を確定できないなどの欠点がある。一方、特定の生活必需物資の消費について一定量の配給を保証しつつ、その消費を抑制するために導入される切符制を消費切符制（消費割当切符制、定量消費割当切符制）という。

## 戦時体制における配給制
インド大反乱時の1857年ラクナウ包囲戦にて、女性は男性の4分の3、子供は半分で食料配給が行われた:71。
近代的な配給が行われたのは、第一次世界大戦中にドイツ封鎖の影響下にあったドイツで、1914年から開始された。

### イギリス
第二次世界大戦でイギリスは開戦後すぐに配給制度が導入された。6歳以上の男女に対して配給手帳（the General Ration Book）が配布され、各自特定小売業者に登録し、食料はその特定小売業者から購入することが義務付けられた。
具体的には、1940年1月からバター、砂糖、ベーコン及びハム、同年3月から肉類、同年7月から茶、マーガリン、バター、料理油、1941年3月からジャムやマーマレードなど、同年5月からチーズが配給制になった。これらは消費者一人ごとに配給量が同じため均一配給（Straight Rationing）というが、配給量と価格は時期によって変化した。
また、1941年12月からはポイント配給（Points Rationing）の制度も導入され、これは各消費者は一定のポイントの範囲内でポイント配給対象食料の中から選択して購入するものである。当初は缶詰（肉や魚、野菜類）から導入されたが、1942年には乾燥果物、米、乾燥豆、缶詰果物、コンデンスミルク、コーンフレーク、シロップ、ビスケット、オートフレークなどがポイント配給の対象となった。
卵、牛乳（ミルク）、魚は腐敗しやすく、規制による供給の変動が大きいため均一配給もポイント配給も導入されなかった。ミルクについては、「ミルク供給計画（Milk Supply Scheme）」が策定され、1941年4月から妊婦や授乳中の母親、乳児、同年10月からは青年や病弱者、学校などに優先的に一定量の供給を保証した。卵の配給も妊婦などに優先的に実施されたが、一般消費者が購入できる卵が大きく制限されたため、1942年6月からは乾燥卵の配給を実施した。
配給制度は基本的に有償であったが、価格が高くなりすぎると配給枠が残るため、開戦と同時に価格のコントロールが行われ、1939年12月には国庫負担による価格の安定が決定された。

### 日本
日本では、日中戦争の激化の中で、軍への必要物資の供給確保の必要から配給制による統制が始まり、諸外国から経済制裁を受け、さらに太平洋戦争中の連合国軍による通商破壊等により、物資移入が激減するに連れ、強化・拡大されていった。

#### 生産部門での導入
1937年（昭和12年）12月に生ゴムを対象に切符制が導入された。
需要者である加工業者に数量割当を行う割当切符の制度は、1938年（昭和13年）3月には綿糸、同年5月には石油や鋼材にも導入された。

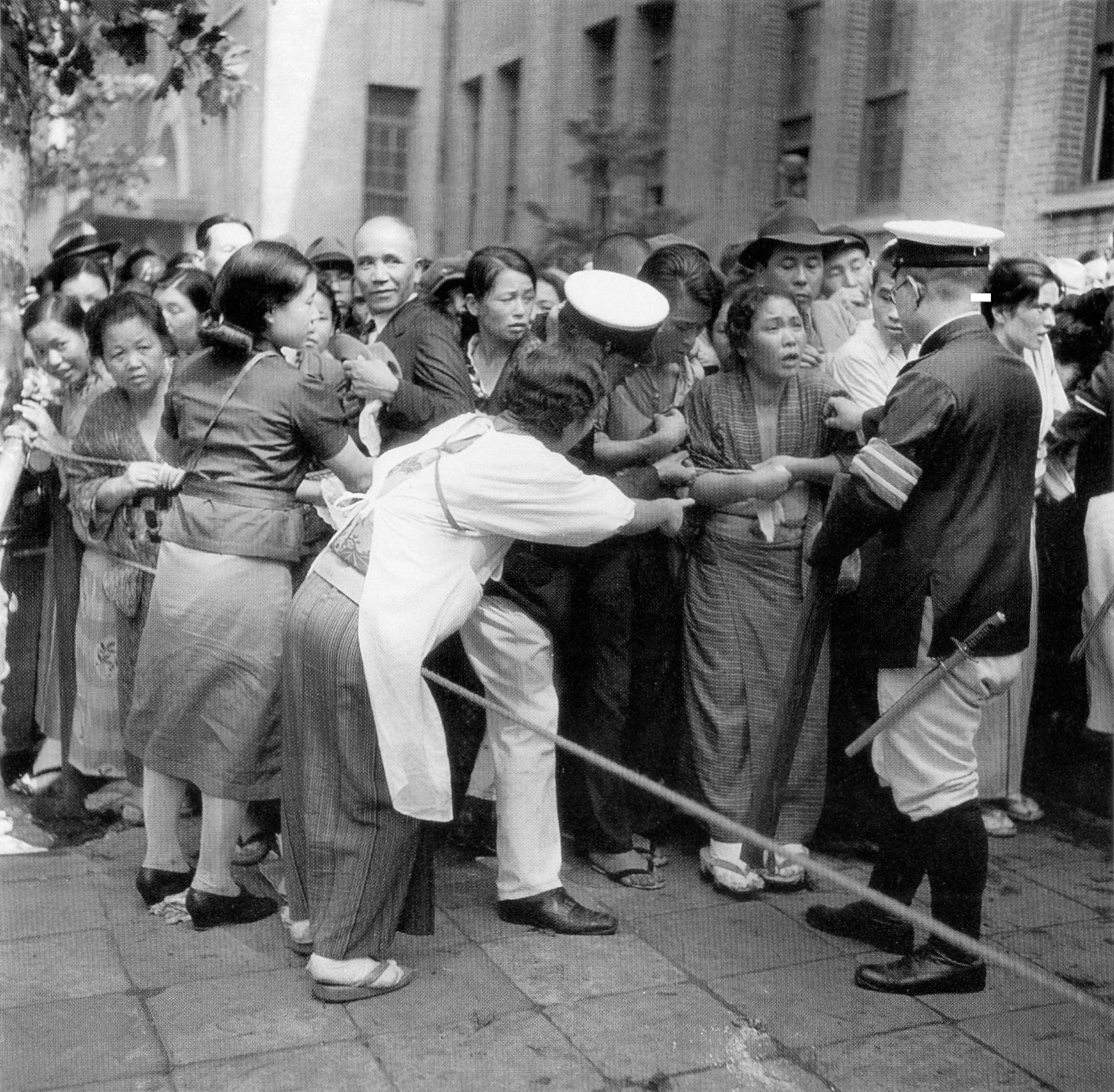
土門拳「衣料配給に集まる人々」（1938年（昭和13年）、東京銀座）

#### 消費部門での導入
さらに国家総動員法の制定をきっかけに広く生活必需品が配給制となったこと。配給する品目等は、1940年4月24日に設置された価格形成中央委員会で決定され、同年6月1日以降、米、味噌、醤油、塩、マッチ、砂糖、木炭など生活必需品10品目について順次、配給切符制が導入された。
1940年（昭和15年）5月3日、東京市で外米6割混入米を配給。同年6月5日から東京など六大都市においてマッチ、砂糖の配給制を先行的に開始。同年10月には砂糖とマッチの配給統制規則が設けられ、11月までに切符配給制度は全国に広げられた。同年12月28日、商工省は洋紙配給統制規則（省令）を公布、施行は1941年1月21日。
1942年（昭和17年）1月1日、塩通帳制配給実施。同年2月1日、味噌醤油切符制配給実施。同年4月1日、六大都市で米穀配給通帳制・外食券制実施（1日2合3勺）。同年5月、家庭用木炭配給通帳制・酒切符制実施。同年9月1日、東京市が砂糖・マッチ・小麦粉・食用油の集成配給切符制実施。同年12月23日、東京でガス割当量超過使用の家庭に閉塞班出動、1戸1孔に封印。
1944年（昭和19年）8月15日、東京・大阪で防空備蓄米5日分の特別配給を決定。同年11月1日、たばこが隣組配給となる（男子1日6本）。同年11月20日、紫蘇糖が隣組を通じ抽選配給となる。1945年7月1日、戦災に伴い配給機構を整理し、配給品一切を扱う公営綜合配給所を設置。同年7月11日、主食の配給を1割減の2合1勺とする。

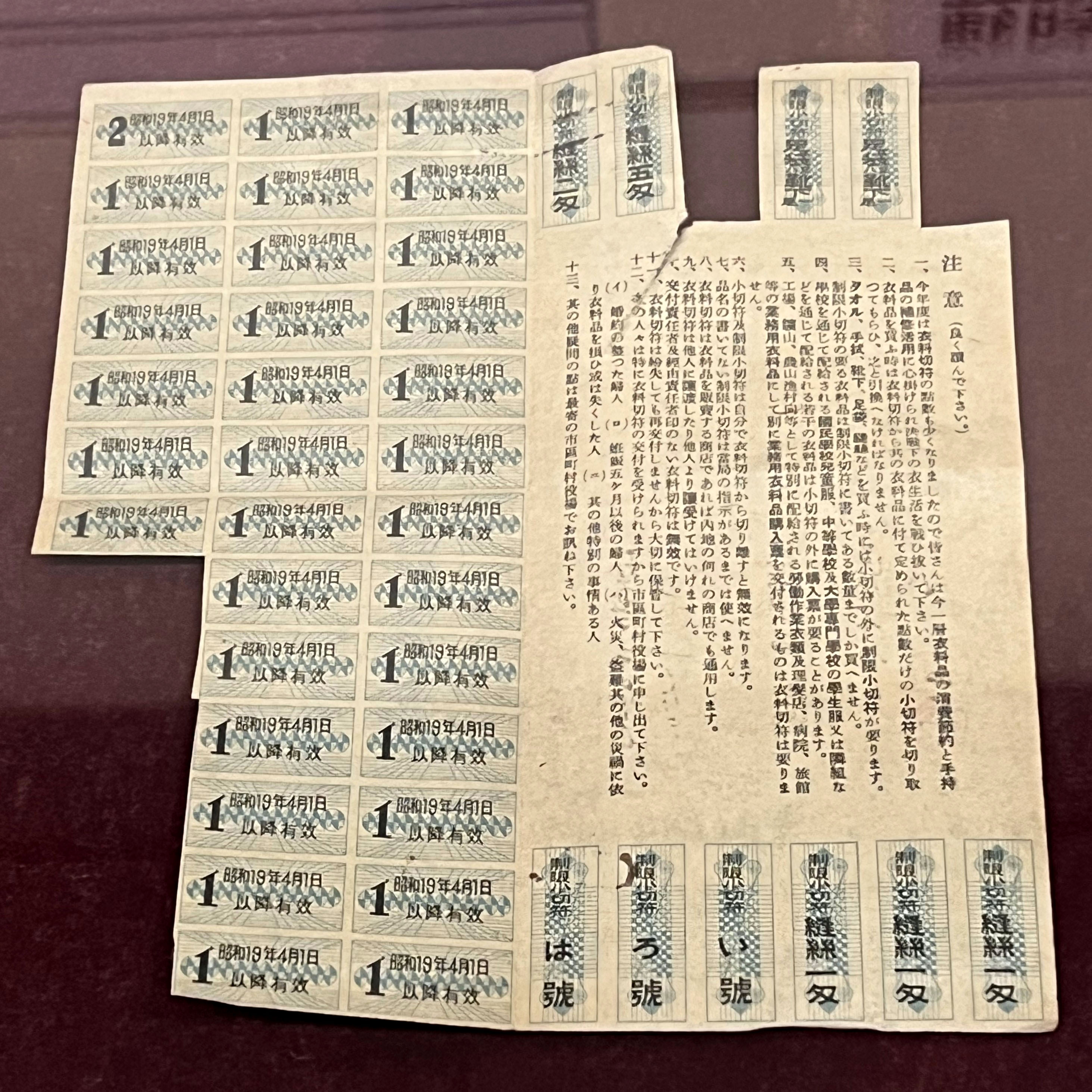
農商省が発行した衣料切符（1944年）

さらに市民生活に大きな影響を与えた「綿衣料品の切符配給制」は1942年（昭和17年）2月に実施された。これについては同年1月20日の新聞報道の前から一部で情報が漏れており、百貨店などでは買い占めなどの庶民の生活防衛策により、流通に混乱をきたした。その後、対象となる衣料の素材は羊毛などにも拡大した。背広、運動服、スカート、下着など種類ごとに細かく点数化されており、各個人に配布される切符の点数を上限に購入することができた。妊婦や新生児の点数は割増措置がなされた。1人1年に都市部100点・郡部80点（背広50、袷48、ワイシャツ12、手拭3など）。

#### 第二次大戦後
1945年（昭和20年）7月、都市部のコメの配給量は二合三勺（三四五グラム）から二合一勺（三一五グラム）に引き下げられて、翌8月15日の第二次世界大戦終結を迎えた。戦後もコメの配給は必ずしも順調ではなく、1946年（昭和21年）5月19日の飯米獲得人民大会では、天皇を引き合いに出したプラカード事件も発生した。
同年11月1日、コメの配給量は二合五勺、さらに翌1948年（昭和23年）11月1日には二合七勺に増量された。

その他の物資として、たばこは1947年（昭和22年）まで、酒は1949年（昭和24年）まで、衣料は1950年（昭和25年）まで切符による配給が続けられた。米穀については1982年（昭和57年）まで配給制が行われていた。もっとも1955年（昭和30年）頃までには米の生産量が需要量を上回ったため、少なくともこの時期以降は、食糧管理法の「米穀配給通帳」は消費者段階では有名無実化していた。また1970年（昭和45年）以降は、この制度の対象とならない「自主流通米」も多く流通している。
なお、現在の日本の法制上、国民生活安定緊急措置法第26条で「物価が著しく高騰し又は高騰するおそれがある場合において、生活関連物資等の供給が著しく不足し、かつ、その需給の均衡を回復することが相当の期間極めて困難であることにより、国民生活の安定又は国民経済の円滑な運営に重大な支障が生じ又は生ずるおそれがあると認められるときは、政令で定めることにより、当該生活関連物資等の割当て若しくは配給又は当該生活関連物資等の使用若しくは譲渡若しくは譲受の制限若しくは禁止をすることができる」と規定されている。
米穀については、食糧法第40条により「米穀の供給が大幅に不足し、又は不足するおそれがあるため、米穀の適正かつ円滑な供給が相当の期間極めて困難となることにより、国民生活の安定及び国民経済の円滑な運営に著しい支障を生じ、又は生ずるおそれがある場合があり米穀の出荷販売業者への販売の制限に関する命令や、生産者への政府への売渡し命令をもってしては、この事態を克服することが著しく困難であると認められる場合においては、政令で、米穀の割当て若しくは配給又は米穀の使用、譲渡若しくは譲受の制限若しくは禁止に関し必要な事項を定めることができる」とされている。

## 平時の配給制度
何らかの物資不足からくる緊縮財政政策、社会主義の計画経済で行われる場合がある。
イギリスでは、1974年にカリブ海の生産者が砂糖を高く買ってくれるアメリカに販売するようになったため、砂糖は配給制となった。
フードバンクなどでも食料の配給が行われている。

## 社会主義における配給制
- ソビエト連邦の配給制度（英語版）
- キューバの配給制度（英語版）
- 中国の配給制度（中国語版）

### ベネズエラ
2017年現在、社会主義政権下のベネズエラでは、食肉の配給は市場価格の1/30の価格で供給される。しかしながら国内経済を支えてきた柱である原油価格が低迷していることにより、ベネズエラ経済は大混乱に陥っており、満足な供給体制は機能していない。2019年には電力も一時的に配給制となった。

### 朝鮮民主主義人民共和国
北朝鮮では、1990年代半ばに苦難の行軍と呼ばれる飢饉が発生。それまで維持され続けてきた食料配給制度の大部分が崩壊した。
その後は、軍人などの特権階級的な者への配給や指導者の誕生日などの国家的記念日の前後を中心に行われる期間限定的な配給、首都平壌市内など、地域的な配給は続けられてきたが、2010年代後半には配給の質や量が低下、2020年に入ると配給そのものが滞り始め、人民は否応なしに自由経済へ移行した。